# Inermoleiopus flavosignatus
Inermoleiopus flavosignatus är en skalbaggsart som beskrevs av Stefan von Breuning 1972. Inermoleiopus flavosignatus ingår i släktet Inermoleiopus och familjen långhorningar.
Artens utbredningsområde är Ghana. Inga underarter finns listade i Catalogue of Life.